# Papstwahl 1287–1288

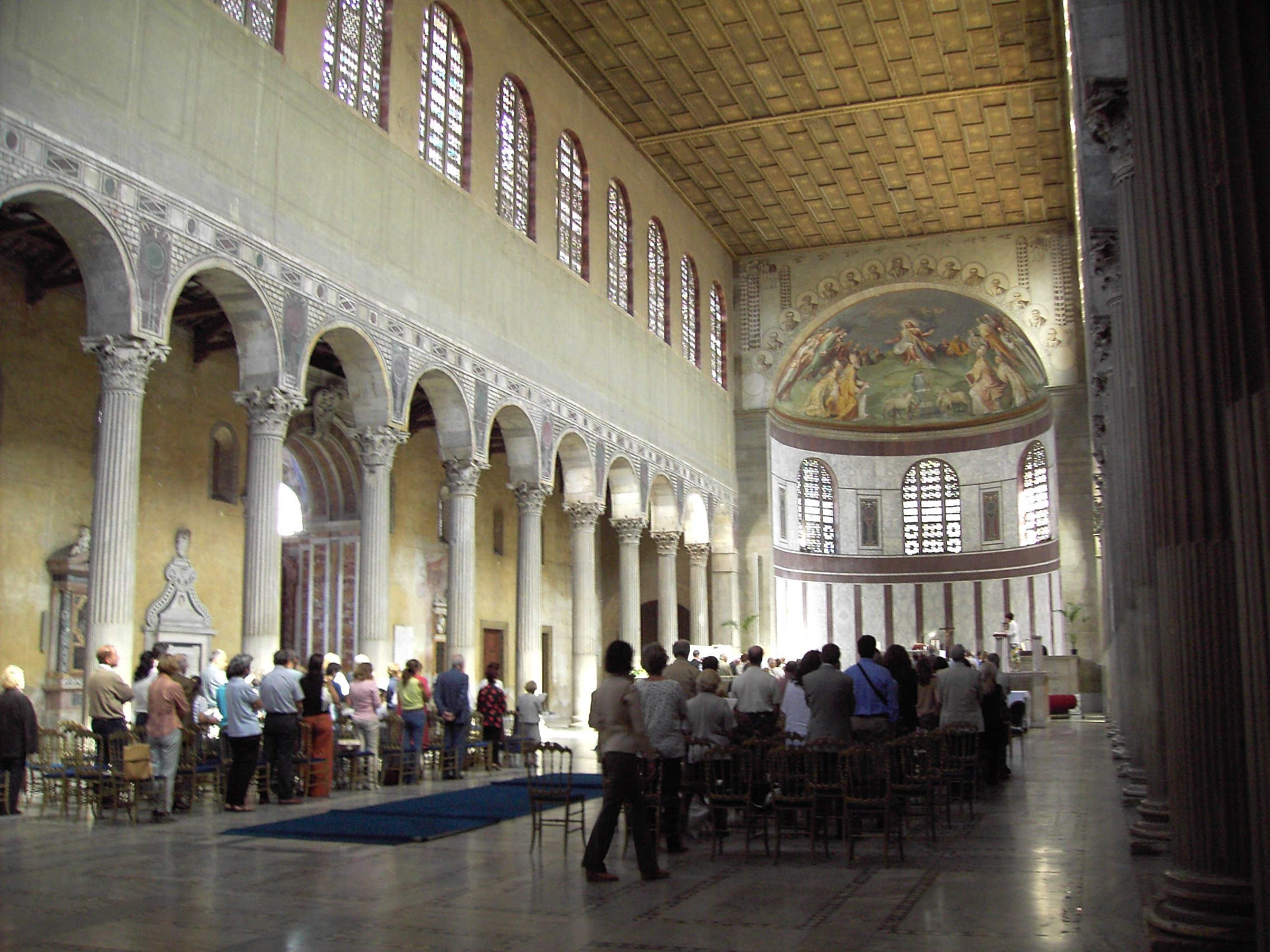
Santa Sabina all’Aventino in der Nähe des Wahlortes

Die Papstwahl 1287–1288 fand vom 4. April 1287 bis 22. Februar 1288 statt. Während der Papstwahl starben sechs (oder fünf) der sechzehn (oder fünfzehn) Kardinäle. Schließlich wurde nach fast einem Jahr Girolamo Masci, OMin zu Papst Nikolaus IV. gewählt. Dieser war damit der erste Papst der franziskanischen Orden.
Der Tod der Kardinäle wird üblicherweise der Malaria zugeschrieben. Nach dem Tod der sechs Kardinäle verließen die Übrigen außer Masci Rom und versammelten sich wieder am 15. Februar 1288. Als die Kardinäle wieder zusammentraten, waren noch zehn Wähler übrig. Nachdem sie Masci in Santa Sabina in Rom gefunden hatten, wählten sie ihn sofort zum Papst. Dieser lehnte die Wahl zuerst ab. Nach der Wiederwahl am 22. Februar nahm der die Wahl an.
Die Wahl fand in der Nähe von Santa Sabina auf dem Aventinhügel im Savelli-Palast, Corte Savella, welcher von Honorius IV. als de facto Päpstliche Residenz errichtet wurde, statt. Nach Smith war Nikolaus IV. wie sein Vorgänger ein „Partisan der französischen Interessen“ und „ein weiteres Beispiel für den unehrlichen Gebrauch der geistlichen Autorität für politische Zwecke, da der Karl II. von Neapel von seinem Schwur gegenüber von Alfons III. von Aragón entließ“.

## Kardinäle
| Name                                | Nationalität | Titelkirche                                             | Ernannt am        | Ernannt von   | Anmerkungen |
| ----------------------------------- | ------------ | ------------------------------------------------------- | ----------------- | ------------- | --- |
| Bentivenga da Bentivengi, OFM       | Acquasparta  | Kardinalbischof von Albano                              | 12. März 1278     | Nikolaus III. | Kardinaldekan Apostolische Pönitentiarie                                                                                                 |
| Latino Malabranca Orsini, OP        | Rom          | Kardinalbischof von Ostia e Velletri                    | 12. März 1278     | Nikolaus III. | Generalinquisitor der römischen Inquisition                                                                                              |
| Bernard de Languissel               | Frankreich   | Kardinalbischof von Porto e Santa Rufina                | 12. April 1281    | Martin IV.    | |
| Giovanni Boccamazza                 | Rom          | Kardinalbischof von Frascati                            | 22. Dezember 1285 | Honorius IV.  | |
| Gerardo Bianchi (Gerhard von Parma) | Parma        | Kardinalbischof von Sabina                              | 12. März 1278     | Nikolaus III. | abwesend |
| Girolamo Masci, OFM                 | Ascoli       | Kardinalbischof von Palestrina                          | 12. März 1278     | Nikolaus III. | Gewählter Papst Nikolaus IV. |
| Jean Cholet                         | Frankreich   | Kardinalpriester von Santa Cecilia                      | 12. April 1281    | Martin IV.    | Kardinalprotopriester |
| Matteo Rosso Orsini                 | Rom          | Kardinaldiakon von Santa Maria in Portico               | 22. Mai 1262      | Urban IV      | Kardinalprotodiakon nach dem Tod von Goffredo da Alatri Erzpriester des Petersdom seit 1278 Kardinalprotektor der Franziskanischen Orden |
| Giacomo Colonna                     | Rom          | Kardinaldiakon von Santa Maria in Via Lata              | 12. März 1278     | Nikolaus III. | Erzpriester von Santa Maria Maggiore |
| Benedetto Caetani, seniore          | Anagni       | Kardinaldiakon von San Nicola in Carcere Tulliano       | 12. April 1281    | Martin IV.    | Zukünftiger Papst Bonifatius VIII. |
| Goffredo da Alatri †                | Alatri       | Kardinaldiakon von San Giorgio in Velabro               | 17. Dezember 1261 | Urban IV.     | Kardinalprotodiakon Starb 1287 möglicherweise noch während der Sedvakanz, aber nach dem 3. April 1287                                    |
| Giordano Orsini †                   | Rom          | Kardinaldiakon von Sant’Eustachio                       | 12. März 1278     | Nikolaus III. | Starb während der Sedisvakanz am 8. September 1287                                                                                       |
| Hugh of Evesham †                   | England      | Kardinalpriester von San Lorenzo in Lucina              | 12. April 1281    | Martin IV.    | Starb während der Sedisvakanz am 4. September 1287                                                                                       |
| Gervais Jeancolet de Clinchamp †    | Frankreich   | Kardinalpriester von Santi Silvestro e Martino ai Monti | 12. April 1281    | Martin IV.    | Starb während der Sedisvakanz am 15. September 1287                                                                                      |
| Glusiano de Casate †                | Mailand      | Kardinalpriester von Santi Marcellino e Pietro          | 12. April 1281    | Martin IV.    | Starb während der Sedisvakanz am 8. April 1287                                                                                           |
| Geoffroy de Bar †                   | Frankreich   | Kardinalpriester von Santa Susanna                      | 12. April 1281    | Martin IV.    | Starb während der Sedisvakanz am 21. August 1287                                                                                         |